# Mycodrosophila variata
Mycodrosophila variata är en tvåvingeart som beskrevs av Bock 1980. Mycodrosophila variata ingår i släktet Mycodrosophila och familjen daggflugor. Inga underarter finns listade i Catalogue of Life.